# Laviks kommun
Laviks kommun (norska: Lavik kommune) var en kommun i dåvarande Sogn og Fjordane fylke i västra Norge. Byn Lavik utgjorde kommunens centralort.

## Administrativ historik
Laviks kommun upprättades den 1 januari 1838 (som Ladvig formannskapsdistrikt) när Formannskapslovene från 1837 trädde i kraft. Kommunen omfattade då större delen av nuvarande Høyangers kommun.
1858 bröts Kyrkjebø kommun (Klævolds kommun) ut ur kommunen som då minskade från 3 687 invånare före delningen till 2 042 invånare efter. Den återstående delen omfattade ett område i den västra delen av nuvarande Høyangers kommun (Laviks socken).
1861 gick Laviks kommun, tillsammans med Brekke kommun, upp i Lavik og Brekke kommun. Kommunens hade då 926 invånare.
Den 1 januari 1905 delades Lavik og Brekke kommun i två och de båda tidigare kommunerna Lavik respektive Brekke återupprättades. Laviks kommun hade då 1 182 invånare.
Den 1 januari 1964 gick Laviks kommun, tillsammans med Kyrkjebø kommun och en del av Viks kommun, upp i den då nybildade Høyangers kommun. Kommunens hade då 894 invånare.